# Monaster św. Nikity w Peresławiu Zaleskim
Monaster św. Nikity Słupnika (ros. Никитский монастырь) – jeden z najstarszych klasztorów prawosławnych na terenie dzisiejszej Rosji, w mieście Peresław Zaleski.  Z klasztorem związany był prawosławny święty Nikita Słupnik oraz Daniel Peresławski.  

## Historia

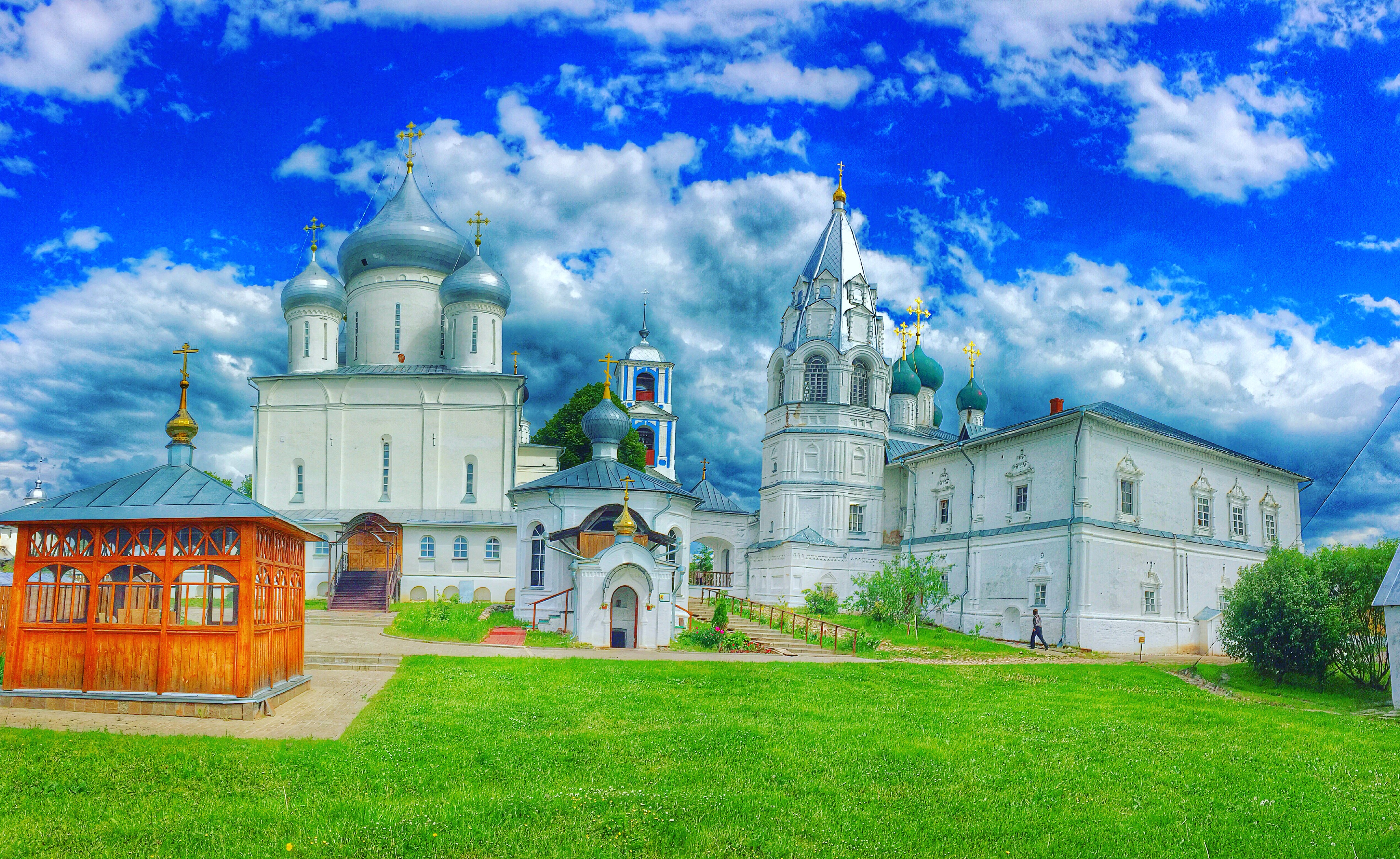
Budynki monasteru

Monaster został najpewniej zbudowany na przełomie XI i XII wieku. Według niektórych przekazów jego fundatorem mógł być książę Borys Władimirowicz, a powstanie drewnianego klasztoru miało być ważnym etapem w procesie chrystianizacji ziem ruskich. Oznaczałoby to, iż początek budowy monasteru miałby mieć miejsce jeszcze przed r. 1015. Już w 1186 r. obiekt otrzymał status ławry. Patronem obiektu był Nikita Męczennik. Ze względu na skąpe źródła pisane nie da się ustalić jednoznacznie, czy i na ile klasztor ucierpiał w czasie najazdów Mongołów, choć wiadomo, że za ich sprawą kilkakrotnie niszczony był niedaleki Kreml peresławski.
Istotnym okresem rozwoju klasztoru był XVI wiek, kiedy monaster otrzymał najpierw w 1521 nadanie jednej z wsi pod Ugliczem od tamtejszego kniazia Dymitra, a następnie, w 1528, pieniądze na budowę nowych murowanych zabudowań od księcia moskiewskiego Wasyla III. W tym czasie zakonnicy od podstaw wybudowali nowy, murowany kompleks budynków, w tym sobór św. Nikity. Dobroczyńcą monasteru był również car Iwan Groźny, który kilkakrotnie do niego pielgrzymował razem z rodziną, a także planował w razie potrzeby na nowo wykorzystać obronne możliwości budynków. W latach 1560–1564 z carskiego rozkazu powstały kolejne cerkwie w obrębie monasteru, której patronem został Nikita Słupnik. Ikonę tego ostatniego sfinansowała żona cara Anastazja Romanowa. Rozbudowany klasztor przetrwał polskie oblężenie w 1609, jednak został w dwa lata później spalony przez wojska litewskie.
W latach 1630–1639 przełożonym klasztoru był prawdopodobnie późniejszy patriarcha moskiewski i całej Rusi Józef.
Ponownie rodzina carska partycypowała w kosztach odbudowy klasztoru, a carowie Michał I i jego syn Aleksy składali w monasterze cenne dary. Ten drugi sfinansował budowę zachowanej do dziś cerkwi Zwiastowania, dzwonnicy oraz przebudowę części baszt. W wieku XVIII z kolei wzniesiono na jego terenie kaplicę „nad słupem św. Nikity” i nowe budynki przeznaczone dla służby. W XIX wieku rozebrana została cerkiew św. Michała Archistratega, którą zastąpiła nowa dzwonnica.
Po rewolucji październikowej majątki klasztorne zostały w 1918 znacjonalizowane, a w pięć lat później formalnie zamknięto także wspólnotę monastyczną. Najcenniejsze przedmioty z wyposażenia kompleksu zostały przekazane do różnych placówek muzealnych, zaś w budynkach zajmowanych dotąd przez mnichów rozlokowano szkołę, ośrodek wczasowy, mieszkania oraz więzienie. W 1933 został uroczyście spalony zabytkowy ikonostas do tej pory znajdujący się w nieczynnym soborze św. Nikity. Po II wojnie światowej podjęto pewne prace konserwatorskie na terenie soboru i klasztoru, co jednak nie zatrzymało jego postępującej dewastacji. 
Ponowne otwarcie klasztoru miało miejsce dopiero w 1993, a pod przewodnictwem nowego przełożonego wspólnoty podjęto na nowo prace konserwatorskie.